# 조마리아
조마리아(조성녀(趙姓女), 배천 조씨 부인, 1862년 5월 6일(음력 4월 8일) ~ 1927년 7월 25일)는 한국의 독립운동가로 안중근의 어머니이다. 본관은 배천이다. 천주교 세례명은 마리아(瑪利亞)이다.

## 생애
국채보상운동에 참여하여 활동하였다. 아들 안중근이 이토 히로부미를 사살한 뒤 일제에 의해 사형 판결을 받자 항소하지 말라고 권했다는 일화가 널리 알려져 있다. 아들이 결국 처형된 뒤 중국 상하이에서 당시 임시정부 인사들에게 여러가지로 도움을 주며 독립운동의 정신적 지주로 불렸다. 대한민국 정부는 2008년 8월 조마리아 여사에게 건국훈장 애족장을 수여했다.
아래 글은 조마리아가 감옥의 아들에게 보낸 편지라고 알려진 내용으로 이를 두고 시모시자(是母是子, 그 어머니에 그 아들로 위대한 사람 뒤에 위대한 어머니가 있다는 의미임)라고 평가하는 사람들도 있다.
| “ | 네가 만일 늙은 어미보다 먼저 죽는 것을 불효라 생각한다면 이 어미는 조소거리가 된다. 너의 죽음은 너 한사람의 것이 아니라 한국인 전체의 공분을 짊어지고 있는 것이다. 네가 공소를 한다면 그것은 목숨을 구걸하고 마는 것이 되고 만다. 네가 국가를 위하여 이에 이르렀을 즉 죽는 것이 영광이다. 모자가 이 세상에서는 다시 상봉치 못하겠으니 그 심정을 어떻다 말할 수 있으리... 천주님께 기원할 따름이다.” | ” |

다만 안중근 평화연구원은 위 편지 내용이 실제 기록으로 남겨진 게 아닌 구설(口說)일 뿐이라고 밝혔다.

## 관련 작품

### 영화
- 《도마 안중근》 (2004년, 배우 : 고두심)
- 《영웅》 (2022년, 배우 : 나문희)

### 뮤지컬
- 《영웅》 (2010년, 배우 : 민경옥)
- 《영웅》 (2011년, 배우 : 민경옥)
- 《영웅》 (2012년, 배우 : 민경옥)
- 《영웅》 (2014년, 배우 : 민경옥, 임용희)
- 《영웅》 (2015년, 배우 : 임선애)
- 《영웅》 (2017년, 배우 : 임선애)

## 참고 문헌
- SBS 뉴스: '딴 마음 먹지 말고 죽으라'… 106년 전 한 어머니의 단호한 편지, SBS 뉴스, 2016-02-14 작성기사.